# Vladimir Tasić
Vladimir Tasić (Novi Sad, 1965) è un matematico e scrittore serbo.

## Biografia e carriera letteraria
Ha conseguito la laurea in matematica all'Università di Novi Sad nel 1988 e il relativo dottorato nel 1992 all'Università di Manitoba con la tesi Modular Dimension Subgroups. Insegna matematica e statistica all'Università del Nuovo Brunswick. Il suo ambito di ricerca riguarda le connessioni tra matematica e filosofia contemporanea; la sua principale pubblicazione in questo ambito è Mathematics and The Roots of Postmodern Thought (2001), tradotto in serbo, spagnolo e cinese.
Ha esordito come autore nel 1995 con la raccolta di racconti Псеудологија фантастика (Pseudologia fantastica), seguita da una seconda raccolta , Радост бродоломника (La gioia del naufragio, 1997). 
Il suo primo romanzo Опроштајни дар (Dono d'addio) è apparso nel 2001 ed è stato premiato come libro dell'anno da Radio Belgrado.
Nel 2004 è stata la volta di Киша и хартија (Pioggia e carta), vincitore del Premio NIN, mentre del 2008 è il suo terzo romanzo, Il muro di vetro (Стаклени зид, 2008), l'unico, fra i suoi lavori, disponibile in traduzione italiana.

## Opere in traduzione italiana
- Il muro di vetro, Edizioni Ensemble, Roma, 2017 - ISBN 9788868811433 (Стаклени зид, 2008 - traduzione di Anita Vuco).